# Cö Shu Nie
Cö shu Nie (яп. コシュニエ, хэпбёрн: Ko Shu Nie) — японская рок-группа, образованная в 2011 году в городе Осака. В настоящий момент коллектив состоит из Мику Накамуры (гитара, клавишные, вокал) и Сюнсуке Мацуомото (бас-гитара). Ранее участниками группы также были барабанщики Кодзиро Ямадзаки, Тору Иногути, Рёсукэ Фудзита и гитарист Мото Морисава
Группа была образована в 2011 году и в течение первых лет своего существования самостоятельно выпустила четыре мини-альбома. В 2018 году, с приходом нового ударника Рёсукэ Фудзиты, Cö shu Nie подписали контракт с лейблом Sony Music Japan. Дебютный студийный альбом ""PURE"" вышел в 2019 году. Релиз занял позиции в топ-40 японских музыкальных чартов Oricon и Billboard Japan и получил положительные отзывы критиков за нестандартную музыкальную структуру и оригинальное звучание.
В 2021 году Фудзита покинул группу. Второй альбом коллектива "Flos Ex Machina", был выпущен в 2022 году и получил схожее признание. В 2024 году Cö shu Nie представили свой третий альбом под названием "7 Deadly Guilt".

## История

### 2011–2017: Образование и первые годы
Группа была создана в феврале 2011 года как сольный проект вокалистки Мику Накамуры. По рекомендации бывшего гитариста Мото Морисавы в состав вошёл Сюнсуке Мацуомото, который начал выступать в качестве бас-гитариста.
В том же году Cö shu Nie вошли в финальный этап отбора музыкального конкурса RO69JACK 2012, организованного журналом Rockin’On. В мае 2012 года коллектив победил в прослушивании на участие в фестивале COMIN' KOBE, после чего выступил на сцене Kobe World Memorial Hall.
В 2013 году группа выпустила мини-альбом "Org", который стал их первым релизом, получившим официальное распространение. Одновременно был переиздан ранний мини-альбом "Hydra", ранее продававшийся только на концертах.
В 2015 году Cö shu Nie удостоились приза Теруаки Ёсито на отборе «Derennō!? Summer Sonic!?» и выступили на фестивале Summer Sonic 2015. После нескольких изменений в составе группа стабилизировалась в виде трио: Мику Накамура, Сюнсуке Мацуомото и приглашённый ударник.
Cö shu Nie продолжали работать над маломасштабными проектами, чередуя сотрудничество с лейблами Silver Star Records и Vibrateshow Records, прежде чем в 2017 году самостоятельно выпустили свой четвёртый мини-альбом "OVERKILL". В том же году было объявлено, что Кодзиро Ямадзаки покинет группу.

### 2018–2022: Крупный дебют: Pure и Flos Ex Machina
В январе 2018 года сессионный барабанщик Рёсукэ Фудзита официально присоединился к Cö shu Nie. 23 февраля в Twitter-аккаунте мангаки Суи Исиды было объявлено, что группа исполнит вступительную тему к аниме "Токийский гуль:re". 6 июня группа дебютировала на мейджор-лейбле Sony Music Associated Records с синглом "Asphyxia", использованным в этом аниме. Композиция получила высокие оценки критиков и заняла позиции в чартах Oricon и Billboard Japan, а группа получила первую широкую известность.
В январе 2019 года композиции "Zettai Zetsumei" и "Lamp" были использованы в качестве  эндинга к двум частям первого сезона аниме "Обещанный Неверленд" — по одной песне на каждую половину сезона. Обе песни были выпущены в составе двойного сингла "Zettai Zetsumei / Lamp". В октябре того же года песня "bullet" стала эндингом аниме "Психо-паспорт 3". 18 декабря 2019 года группа представила свой первый полноформатный альбом "PURE", получивший положительные отзывы за экспериментальное звучание и непредсказуемую структуру.
В январе 2020 года Cö shu Nie впервые записали музыкальную тему для кино — песню к фильму ужасов "Сирай-сан". Также в январе был запущен официальный фан-клуб группы под названием "communie". С января по март прошёл тур "Cö shu Nie Tour 2020 'PURE'", но выступления в Токио и Осаке были сначала отложены, а затем полностью отменены из-за пандемии COVID-19. 19 декабря 2020 года состоялся первый онлайн-концерт группы — "A coshutic Nie Vol.1 in Billboard Live TOKYO".
В январе 2021 года песня "give it back" прозвучала в качестве эндинга второй половины первого сезона аниме "Магическая битва", заняв 14-е место в чарте Oricon. С марта Cö shu Nie провели живой тур с участием зрителей — "Tour 2021 'Elapsed Experiment'", охватив Токио, Нагою и Осаку. В июне 2021 года было объявлено о выходе из группы барабанщика Рёсукэ Фудзиты из-за проблем со здоровьем, начавшихся в 2020 году. После его ухода группа продолжила выступления как дуэт.
19 октября 2021 года было подтверждено, что песня "SAKURA BURST" станет эндингом юбилейного аниме "Код Гиас: Восставший Лелуш — 15-летие", премьера которого состоялась 7 января 2022 года. Для того же проекта вокалистка Мику Накамура написала и спродюсировала опенинг "PHOENIX PRAYER" в исполнении Eir Aoi, а басист Сюнсуке Мацуомото записал для него партию баса. Обе песни были аранжированы Cö shu Nie.
В марте 2022 года вышел второй студийный альбом группы — "Flos Ex Machina". Альбом занял 54-е место в чарте Oricon и 44-е в Billboard Japan. В него вошли "SAKURA BURST", "Red Strand", "Give It Back", "undress me" и новый сингл "Yume wo Misete". С апреля по июнь 2022 года прошёл национальный тур "Cö shu Nie Tour 2022 'Flos Ex Machina'" в поддержку релиза.

### 2023–настоящее время: 7 Deadly Guilt
С апреля по июнь 2023 года Cö shu Nie переиздали в цифровом формате три мини-альбома своей инди-эпохи — "Hydra", "Org" и "Puzzle", выпуская по одному релизу в начале каждого месяца. В сентябре того же года группа отправилась в тур по Японии под названием "Live Tour 2023 – unbreakable summer".
В 2024 году Cö shu Nie дали свой первый сольный концерт в Китае. Позднее был анонсирован их третий студийный альбом, получивший название "7 Deadly Guilt", который вышел 11 сентября 2024 года. Альбом занял 43-е место в чарте Oricon и стал первым релизом группы, не попавшим в чарты Billboard Japan. Для продвижения альбома не выпускались отдельные синглы.

## Музыкальный стиль и творческие ориентиры
На заре карьеры Cö shu Nie сосредоточились на выражении «мелких мыслей, рождающихся в сознании — как будто распространяем споры из собственного мира, созданного в глубине сердца». Коллектив известен нестандартной тематикой и постоянной сменой художественного стиля. Гитарист Мацумото объясняет это творческим подходом вокалистки Накамуры: «Концепция каждой композиции изначально формируется в голове Накамуры. Когда мы слышим готовую идею, то сразу понимаем её замысел, как будто прозреваем: "А, вот о чём ты!" Однако её видение никогда не застывает — оно трансформируется в зависимости от настроения. Даже я не могу предугадать, что будет дальше».
Отвечая на вопрос о вдохновении, Накамура отмечает: «Источником может стать что угодно. Наш разговор, вкус еды, мимолётные ощущения, которые невозможно облечь в слова. Они накапливаются внутри и неожиданно прорываются музыкой». Мацумото дополняет: «Она может ударить по металлическому предмету и использовать этот звук в треке. Даже сейчас, гуляя в лесу, Накамура записывает шумы на телефон, а потом показывает песни, созданные на их основе. Для неё весь мир — бесконечный источник идей».

## Интересные факты
Название «Cö shu Nie» —  это вымышленное слово, без прямого смысла. По замыслу группы, оно должно обрести значение через их творчество: «Мы хотим стать первыми, кто наполнит это сочетание смыслом». Вокалистка Накамура признаётся, что визуально имя напоминает вывеску европейской кондитерской, а умлаут над «ö» добавлен из-за сходства с милым «лицом».
Накамура и Мацумото находятся в отношениях, похожих на «тренера и игрока» в бейсболе; при этом Накамура сам играет на гитаре и клавишных, поэтому его называют «играющим тренером».
Группа известна экспериментами с нестандартными звуками. В поисках идеального звучания музыканты используют всё: от купленных в строительном магазине водопроводных труб до подобранных на улице сухих листьев. В треки также вплетают «полевые» записи: звон ключей, журчание воды, бытовые шумы.
Несмотря на дебют на мейджор-лейбле в 2018 году, лишь в конце 2020 года участники окончательно переехали в Токио, чтобы сосредоточиться на карьере.

## Участники

### Текущие участники
- Мику Накамура (中村未来) — вокал, гитара, клавишные, звуковые эффекты (с 2011 года — по настоящее время)
- Сюнсуке Мацуомото (松本駿介) — бас-гитара (с 2011 года — по настоящее время)

### Бывшие участники
- Мото Морисава — гитара, первый гитарист группы. Участвовал до ноября 2011 года, вернулся в 2013 году и окончательно покинул коллектив в 2015 году (2011 — 2015).
- Кодзиро Ямадзаки — ударные, Ппервый барабанщик. Состоял в группе с 2011 по 2017 год (2011 — 2017).
- Тору Иногути — ударные, второй барабанщик. Сначала был сессионным участником с февраля 2012 года[20], официально присоединился в августе 2012 года и покинул группу в апреле 2013 года[21] (2012 — 2013).
- Рёсукэ Фудзита — ударные, третий барабанщик. Сотрудничал с группой с 2015 года как сессионный музыкант, стал официальным участником в 2018 году. Покинул коллектив в июне 2021 года по состоянию здоровья[6][7] (2018 — 2021).

## Дискография

### Альбомы
| 1. who are you? 2. asphyxia 3. bullet 4. scapegoat 5. character 6. CREAM 7. サイコプール≒レゴプール - Psychopool - Legopool 8. iB 9. 絶体絶命 - Zettai Zetsumei 10. Lamp 11. inertia 12. gray |

| 1. who are you? 2. asphyxia 3. bullet 4. scapegoat 5. character 6. CREAM 7. サイコプール≒レゴプール - Psychopool - Legopool 8. iB 9. 絶体絶命 - Zettai Zetsumei 10. Lamp 11. inertia 12. gray |

| 2019.8.24 Cö shu Nie Tour 2019 "Psychedelic Experiment” at LIQUIDROOM 1. who are you? (Live at Loquidroom 2019.8.24) 2. サイコプール≒レゴプール - Psychopool - Legopool (Live at Loquidroom 2019.8.24) 3. .絶体絶命 - Zettai Zetsumei (Live at Loquidroom 2019.8.24) 4. defection (Live at Loquidroom 2019.8.24) 5. PERSON (Live at Loquidroom 2019.8.24) 6. asphyxia (Live at Loquidroom 2019.8.24) |

| 1. who are you? 2. asphyxia 3. bullet 4. scapegoat 5. character 6. CREAM 7. サイコプール≒レゴプール - Psychopool - Legopool 8. iB 9. 絶体絶命 - Zettai Zetsumei 10. Lamp 11. inertia 12. gray |

| 2019.8.24 Cö shu Nie Tour 2019 "Psychedelic Experiment” at LIQUIDROOM 1. who are you? (Live at Loquidroom 2019.8.24) 2. サイコプール≒レゴプール - Psychopool - Legopool (Live at Loquidroom 2019.8.24) 3. .絶体絶命 - Zettai Zetsumei (Live at Loquidroom 2019.8.24) 4. defection (Live at Loquidroom 2019.8.24) 5. PERSON (Live at Loquidroom 2019.8.24) 6. asphyxia (Live at Loquidroom 2019.8.24) |

| 1. who are you? 2. asphyxia 3. bullet 4. scapegoat 5. character 6. CREAM 7. サイコプール≒レゴプール - Psychopool - Legopool 8. iB 9. 絶体絶命 - Zettai Zetsumei 10. Lamp 11. inertia 12. gray |

| 1. who are you? 2. asphyxia 3. bullet 4. scapegoat 5. character 6. CREAM 7. サイコプール≒レゴプール - Psychopool - Legopool 8. iB 9. 絶体絶命 - Zettai Zetsumei 10. Lamp 11. inertia 12. gray |

| 2019.8.24 Cö shu Nie Tour 2019 "Psychedelic Experiment” at LIQUIDROOM 1. who are you? (Live at Loquidroom 2019.8.24) 2. サイコプール≒レゴプール - Psychopool - Legopool (Live at Loquidroom 2019.8.24) 3. .絶体絶命 - Zettai Zetsumei (Live at Loquidroom 2019.8.24) 4. defection (Live at Loquidroom 2019.8.24) 5. PERSON (Live at Loquidroom 2019.8.24) 6. asphyxia (Live at Loquidroom 2019.8.24) |

| 1. who are you? 2. asphyxia 3. bullet 4. scapegoat 5. character 6. CREAM 7. サイコプール≒レゴプール - Psychopool - Legopool 8. iB 9. 絶体絶命 - Zettai Zetsumei 10. Lamp 11. inertia 12. gray |

| 2019.8.24 Cö shu Nie Tour 2019 "Psychedelic Experiment” at LIQUIDROOM 1. who are you? (Live at Loquidroom 2019.8.24) 2. サイコプール≒レゴプール - Psychopool - Legopool (Live at Loquidroom 2019.8.24) 3. .絶体絶命 - Zettai Zetsumei (Live at Loquidroom 2019.8.24) 4. defection (Live at Loquidroom 2019.8.24) 5. PERSON (Live at Loquidroom 2019.8.24) 6. asphyxia (Live at Loquidroom 2019.8.24) |

| 1. red strand 2. BED CHUTE!! 3. undress me 4. fujI 5. 病は花から - all because of flowers 6. 青春にして已む - Seishun never ends 7. miracle 8. 夏の深雪 - Deep Summer Snow 9. give it back 10. SAKURA BURST 11. nightmare feathers_ 12. 迷路 ～序章～ - Maze -Begins- 13. 迷路 ～本編～ - Maze -Continues- |

| Лимитированное издание оформлено в виде диджипака с внешней коробкой и содержит тексты песен в виде отдельных карточек. В качестве бонуса прилагается QR-код для просмотра видеодайджеста концерта Cö shu Nie Tour 2021 “Elapsed Experiment”, состоявшегося 11 марта в Tokyo EX THEATER ROPPONGI. Музыкальное содержание обеих версий идентично. |

| 1. red strand 2. BED CHUTE!! 3. undress me 4. fujI 5. 病は花から - all because of flowers 6. 青春にして已む - Seishun never ends 7. miracle 8. 夏の深雪 - Deep Summer Snow 9. give it back 10. SAKURA BURST 11. nightmare feathers_ 12. 迷路 ～序章～ - Maze -Begins- 13. 迷路 ～本編～ - Maze -Continues- |

| Лимитированное издание оформлено в виде диджипака с внешней коробкой и содержит тексты песен в виде отдельных карточек. В качестве бонуса прилагается QR-код для просмотра видеодайджеста концерта Cö shu Nie Tour 2021 “Elapsed Experiment”, состоявшегося 11 марта в Tokyo EX THEATER ROPPONGI. Музыкальное содержание обеих версий идентично. |

| 1. Labyrinth 2. Burn The Fire 3. Deal With the Monster 4. no future 5. Where I Belong 6. I am a doll 7. Artificial Vampire 8. I want it all 9. 消えちゃう前に - KiechauMaeni 10. Wage of Guilt 11. 夢をみせて - From THE FIRST TAKE |

| 1. Labyrinth 2. Burn The Fire 3. Deal With the Monster 4. no future 5. Where I Belong 6. I am a doll 7. Artificial Vampire 8. I want it all 9. 消えちゃう前に - KiechauMaeni 10. Wage of Guilt 11. 夢をみせて - From THE FIRST TAKE |

| Cö shu Nie TOUR 2022 "Flos Ex Machina" Final - Zepp DiverCity (Tokyo) 1. BED CHUTE!! 2. 絶体絶命 - Zettai Zetsumei 3. 水槽のフール - Fool in tank 4. undress me 5. 病は花から- all because of flowers 6. scapegoat 7. fuji 8. iB 9. 青春にして已む - Seishun never ends 10. miracle 11. ずっとそばに - Forever together 12. 夏の深雪 - Deep Summer Snow 13. asphyxia 14. bullet 15. 永遠のトルテ - Fool in tank 16. SAKURA BURST 17. give it back 18. 迷路 序章～本編 - Maze -Continues- |

| 1. Labyrinth 2. Burn The Fire 3. Deal With the Monster 4. no future 5. Where I Belong 6. I am a doll 7. Artificial Vampire 8. I want it all 9. 消えちゃう前に - KiechauMaeni 10. Wage of Guilt 11. 夢をみせて - From THE FIRST TAKE |

| Cö shu Nie TOUR 2022 "Flos Ex Machina" Final - Zepp DiverCity (Tokyo) 1. BED CHUTE!! 2. 絶体絶命 - Zettai Zetsumei 3. 水槽のフール - Fool in tank 4. undress me 5. 病は花から- all because of flowers 6. scapegoat 7. fuji 8. iB 9. 青春にして已む - Seishun never ends 10. miracle 11. ずっとそばに - Forever together 12. 夏の深雪 - Deep Summer Snow 13. asphyxia 14. bullet 15. 永遠のトルテ - Fool in tank 16. SAKURA BURST 17. give it back 18. 迷路 序章～本編 - Maze -Continues- |

| 1. Labyrinth 2. Burn The Fire 3. Deal With the Monster 4. no future 5. Where I Belong 6. I am a doll 7. Artificial Vampire 8. I want it all 9. 消えちゃう前に - KiechauMaeni 10. Wage of Guilt 11. 夢をみせて - From THE FIRST TAKE |

| 1. Labyrinth 2. Burn The Fire 3. Deal With the Monster 4. no future 5. Where I Belong 6. I am a doll 7. Artificial Vampire 8. I want it all 9. 消えちゃう前に - KiechauMaeni 10. Wage of Guilt 11. 夢をみせて - From THE FIRST TAKE |

| Cö shu Nie TOUR 2022 "Flos Ex Machina" Final - Zepp DiverCity (Tokyo) 1. BED CHUTE!! 2. 絶体絶命 - Zettai Zetsumei 3. 水槽のフール - Fool in tank 4. undress me 5. 病は花から- all because of flowers 6. scapegoat 7. fuji 8. iB 9. 青春にして已む - Seishun never ends 10. miracle 11. ずっとそばに - Forever together 12. 夏の深雪 - Deep Summer Snow 13. asphyxia 14. bullet 15. 永遠のトルテ - Fool in tank 16. SAKURA BURST 17. give it back 18. 迷路 序章～本編 - Maze -Continues- |

| 1. Labyrinth 2. Burn The Fire 3. Deal With the Monster 4. no future 5. Where I Belong 6. I am a doll 7. Artificial Vampire 8. I want it all 9. 消えちゃう前に - KiechauMaeni 10. Wage of Guilt 11. 夢をみせて - From THE FIRST TAKE |

| Cö shu Nie TOUR 2022 "Flos Ex Machina" Final - Zepp DiverCity (Tokyo) 1. BED CHUTE!! 2. 絶体絶命 - Zettai Zetsumei 3. 水槽のフール - Fool in tank 4. undress me 5. 病は花から- all because of flowers 6. scapegoat 7. fuji 8. iB 9. 青春にして已む - Seishun never ends 10. miracle 11. ずっとそばに - Forever together 12. 夏の深雪 - Deep Summer Snow 13. asphyxia 14. bullet 15. 永遠のトルテ - Fool in tank 16. SAKURA BURST 17. give it back 18. 迷路 序章～本編 - Maze -Continues- |

### Мини альбомы
| 1. ö=PERSON. 2. 平和記念品ローソク贈呈 - Presentation of Peace Memorial Candle 3. ビードロ鏡の絵について - about the drawings of a mirror 4. 私とペットと電話線 - me, pet, and wire 5. 跳ぶ、柔い緑光に乗って - leap, in the mellow green flash 6. 解放記念品ローソク消灯 - Quenching of Liberation Memorial 7. swan song |

| 1. レテへの行進 - Marching to Lethe 2. セータカノッポさん -Seetakanoppo-san 3. 燃える水槽 - Burning Tank 4. ö=simple is! 5. 蓮沼の集会 - Hasunuma Rally 6. 家 - House 7. モナドノック - Monadnock |

| 1. ペリカン号でどこまでも - Pelican-go de dokomademo 2. アマヤドリ - Amaydori 3. For special you!!! 4. 永遠のトルテ - Eien no Torte 5. 海へ - To the sea |

| 1. supercell 2. 透明 - transparent 3. butterfly addiction 4. フラッシュバック - Flash Back 5. DIAMOND |

| 1. character 2. 葡萄 - Grapes 3. defection 4. asura 5. asphyxia(piano ver.) |

| Песни из мини альбома: OVERKILL |

| 1. FLARE 2. 水槽のフール - Fool in tank 3. ice melt 4. 夢を金色に染めて - Golden dream 5. 黒い砂 - Black sand 6. ずっとそばに - Forever together |

### Синглы
| 1. 迷路 ～本編～ - Maze -Continues- 2. 迷路 ～序章～ - Maze -Begins- |

| 1. ペリカン号でどこまでも - Pelican-go de dokomademo 2. サイコプール≒レゴプール - Psychopool - Legopool |

| 1. supercell 2. ö=私とペットと電話線 - me, pet, and wire |

| 1. butterfly addiction 2. ö=跳ぶ、柔い緑光に乗って - leap, in the mellow green flash |

| 1. DIAMOND 2. ö=レテへの行進 - Marching to Lethe |

| 1. supercell 2. butterfly addiction 3. butterfly addiction(OVERLAP ver.) |

| 1. asphyxia 2. 最終列車 - Last Train 3. PERSON. |

| 1. asphyxia 2. 最終列車 - Last Train 3. PERSON 4. asphyxia (TV edit) |

| 1. asphyxia (Music Video) 2. TVアニメ“東京喰種トーキョーグール:re” Non-credit Opening Movie |

| 1. asphyxia 2. 最終列車 - Last Train 3. PERSON 4. asphyxia (TV edit) |

| 1. asphyxia (Music Video) 2. TVアニメ“東京喰種トーキョーグール:re” Non-credit Opening Movie |

| 1. Zettai Zetsumei 2. Lamp 3. Zettai Zetsumei (Instrumental) 4. Lamp (Instrumental) |

| 1. Zettai Zetsumei 2. Lamp 3. Zettai Zetsumei TV edit) 4. Lamp (TV edit) |

| 1. Zettai Zetsumei (Music Video) 2. TVアニメ『約束のネバーランドNon-credit Ending Movie |

| 1. Zettai Zetsumei 2. Lamp 3. Zettai Zetsumei TV edit) 4. Lamp (TV edit) |

| 1. Zettai Zetsumei (Music Video) 2. TVアニメ『約束のネバーランドNon-credit Ending Movie |

| 1. bullet 2. Zettai Zetsumei (piano ver.) 3. Lamp (piano ver.) 4. bullet (Instrumental) 5. bullet (Slushii Remix) |

| 1. bullet 2. Zettai Zetsumei (piano ver.) 3. Lamp (piano ver.) 4. bullet (Instrumental) 5. bullet (TV edit) |

| - “bullet” Music Video (another ending ver.) - TVアニメ「PSYCHO-PASSサイコパス3」 Non-credit Ending Movie |

| 1. bullet 2. Zettai Zetsumei (piano ver.) 3. Lamp (piano ver.) 4. bullet (Instrumental) 5. bullet (TV edit) |

| - “bullet” Music Video (another ending ver.) - TVアニメ「PSYCHO-PASSサイコパス3」 Non-credit Ending Movie |

| 1. give it back 2. miracle 3. give it back (Instrumental) 4. miracle (Instrumental) |

| 1. 黒い砂 - Black and 2. アマヤドリ - amayadori 3. asphyxia 4. gray |

| 1. give it back 2. miracle 3. give it back (Instrumental) 4. miracle (Instrumental) |

| 1. 黒い砂 - Black and 2. アマヤドリ - amayadori 3. asphyxia 4. gray |

| 1. give it back 2. give it back (Slushii Remix) 3. give it back (Instrumental) 4. give it back (TV edit) |

| 1. give it back 2. give it back (Slushii Remix) 3. give it back (Instrumental) 4. give it back (TV edit) |

| 1. SAKURA BURST 2. ö=レテへの行進 - Marching to Lethe 3. ö=私とペットと電話線 - me, pet, and wire 4. SAKURA BURST (TV edit) 5. SAKURA BURST (Instrumental) |